# 恰赫季采城堡

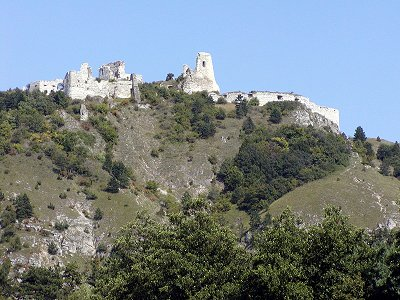
恰赫季采城堡

恰赫季采城堡是斯洛伐克是一座城堡遺跡，靠近恰赫季采。這座城堡所在的山丘上生長有眾多珍惜植物，是斯洛伐克的國家級自然保護區。恰赫季采城堡始建於13世紀中期，最初是一座羅馬式城堡。但後來城堡改建為哥特式城堡，並在15、16世紀進行了擴建。这座城堡以著名的巴托里伯爵夫人的故事而出名。

## 巴托里伯爵夫人与恰赫季采城堡
巴托里伯爵夫人是16世纪下半叶匈牙利著名家族巴托里家族的女儿，该家族十分富有，拥有广大的领地，其中一支还继承了波兰国王的王位。而巴托里伯爵夫人伊丽莎白则是欧洲中世纪历史上有名的女性连环杀手。
巴托里伯爵夫人的丈夫1604年战死后，传说她通过用处女的鲜血沐浴的的方式来永葆青春，为此在这座城堡内残酷虐待并杀害了多名少女。这些少女有附近的来城堡做女仆的农女，也有下层贵族送到这里来接受贵族培训的贵族子女。被害人的数量说法不一，但从80到600多人不等。最后，被人告发后，伯爵夫人被囚禁在这座城堡的高塔内直至去世。
有人认为，对她的指控有政治原因。因为其家族拥有广大领地，身为寡妇的她拥有大量财产且是哈布斯堡匈牙利国王馬提亞斯二世的债主。馬提亞斯二世无力偿还债务且担心她与波兰立陶宛聯邦方面的巴托里家族串通，因而找到借口剥夺其财产并处死了她。虽然原因不是很明朗，她却以这个故事闻名欧洲。

## 外部連結
- Čachtice castle and the blood countess Alžbeta Báthory （页面存档备份，存于）
- Slovakia Cachtice (Bathory) Castle (video) （页面存档备份，存于）

48°43′30″N 17°45′39″E / 48.72500°N 17.76083°E